# Người tình Sputnik
Người tình Sputnik (スプートニクの恋人 Supūtoniku no Koibito) là tên cuốn tiểu thuyết phát hành năm 1999 của tác gia người Nhật Murakami Haruki. Năm 2008, ấn bản tiếng Việt của cuốn sách được phát hành bởi Công ty Cổ phần Văn hoá truyền thông Nhã Nam và nhà xuất bản Hội Nhà Văn. Từ đó đến này, cuốn sách đã được tái bản nhiều lần. 

## Sơ lược nội dung
Tiểu thuyết được kể từ góc nhìn của K – nhân vật xưng "tôi" và là một giáo viên tiểu học 24 tuổi. Anh có một người bạn thân từ thời đại học tên là Sumire, một cô gái đang cố gắng phấn đấu trở thành tiểu thuyết gia trong khi làm việc bán thời gian. Hai người có một mối liên hệ hết sức sâu sắc và mật thiết. K yêu Sumire nhưng cô đã không đáp lại tình cảm của anh hay của đàn ông nói chung.
Đột nhiên, năm 22 tuổi, Sumire yêu một phụ nữ lớn hơn cô 17 tuổi có tên thân mật là Miu sau khi cuộc gặp gỡ tại một lễ cưới người quen của hai người. Kể từ đó, hai người thường xuyên ở bên nhau. Cuộc sống của Sumire trải qua nhiều biến đổi nhờ Miu như việc cô trở thành thư ký cho Miu, chuyển nhà, ngừng hút thuốc lá song cũng từ đó cô không thể viết lách được gì.
Trong chuyến du lịch châu Âu của hai cô gái, Sumire thường xuyên viết thư tay về cho K, kể cho anh nghe về mọi thứ xung quanh cô. Tuy nhiên, vào một hôm, chính Miu đã gọi điện yêu cầu K đến một hòn đảo nhỏ ở Hy Lạp, nơi họ đang ở, vì có chuyện xảy đến cho Sumire. Chuyện này sau đó được tiết lộ là Sumire đã mất tích. Lúc Miu đang đôn đáo rời Athens liên hệ cảnh sát, đại sứ quán cùng cha mẹ Sumire thì K, sau khi trằn trọc suy nghĩ, đã nghĩ có thể manh mối nằm trong những gì Sumire đã viết. Anh tìm ra chiếc đĩa mềm bí mật nằm trong vali như-chỉ-để-dành-cho-anh-mở-ra. Trong đĩa mềm có hai tập tin: "Tài liệu 1" và "Tài liệu 2". Nhờ đó anh đọc được những gì Sumire ghi lại về giấc mơ của cô và sự kiện bước ngoặt của Miu 14 năm về trước. Đêm hôm đó, anh có một trải nghiệm kỳ lạ khiến anh hình dung rằng Sumire đã không còn ở thế giới này mà là một thế giới khác.
Sau đó, K phải trở về Nhật vì năm học mới sắp đến, vẫn chưa có tin tức gì mới về Sumire. Mang trong mình nỗi cô đơn vô hạn vì mất đi một người quý giá trong đời mình, anh có thể hiểu được lờ mờ những gì xảy đến trong tâm trí cậu bé bí ẩn có biệt danh "Cà Rốt", con trai người tình của anh lúc ấy đang hứng chịu áp lực tinh thần vì hôn nhân của cha mẹ cậu gặp vấn đề. Anh đem tâm sự của mình trải lòng cho cậu bé khiến cậu cảm thấy tươi tỉnh hơn và dừng việc trộm cắp chỉ để trộm cắp của mình. Cũng từ đây, K chia tay người tình ấy.
K chưa bao giờ gặp lại Sumire hay Miu (thực tế là K có bắt gặp thoáng qua Miu đi xe chạy lướt ngang qua anh). Còn với Sumire, có một lần cô gọi cho anh vào lúc nửa đêm, nói rằng mình đang ở một bốt điện thoại công cộng, với những dấu hiệu cho thấy Sumire vẫn đang nhìn thấy những thứ thuộc cùng một thế giới với anh. Tiểu thuyết có kết thúc mở.

## Nhân vật
K
Nhân vật xưng "tôi" của tiểu thuyết. Sinh ngày 9 tháng 12 ở tỉnh Suginami, Tokyo và lớn lên ở Tsudanuma, tỉnh Chiba. Hiện đã 24 tuổi và là một giáo viên tiểu học. Quen Sumire từ thời đại học trước khi cô bỏ học. Tên thật của anh không được nhắc đến và Sumire khi viết thư chỉ gọi anh bằng "K".
Sumire
Bạn thân của K và kém K 2 tuổi. Sinh ngày 7 tháng 11 tại Kanagawa, Chigasaki. Đã tự ý nghỉ học đại học trước khi vào năm cuối và sống nhờ làm công việc bán thời gian để tập trung vào mục tiêu là trở thành tiểu thuyết gia. Có những xu hướng chứng tỏ rằng cô là đồng tính nữ.
Miu
Đàn chị lớn hơn Sumire 17 tuổi. Một phụ nữ xinh đẹp và giàu có, sinh ra và lớn lên ở Nhật nhưng quốc tịch lại thuộc Hàn Quốc. Là người khiến Sumire yêu thương kể từ lần gặp đầu tiên. Từng học nhạc tại Pháp để trở thành nghệ sĩ piano nhưng vì cái chết của cha mà từ bỏ, về Nhật tiếp tục gia nghiệp. Hiện giao phó lại công việc cho chồng con, chỉ nhập khẩu rượu và chuyên tâm với âm nhạc. Xe yêu là chiếc Jaguar 12 xy-lanh.

## Phát hành
‘’Người tình Sputnik’’ được xuất bản vào tháng 4 năm 1999 tại Nhật bởi Kodansha. Năm 2008, tiểu thuyết được phát hành có bản quyền tại Việt Nam bởi Nhã Nam và nhà xuất bản liên kết là Hội Nhà Văn. Bản dịch tiếng Việt được thực hiện bởi Ngân Xuyên dựa trên bản tiếng Anh năm 2001 của Philip Gabriel.